# Carugate
Carugate is een gemeente in de Italiaanse metropolitane stad Milaan (regio Lombardije) en telt 13.479 inwoners (31-12-2004). De oppervlakte bedraagt 5,4 km², de bevolkingsdichtheid is 2512 inwoners per km².

## Demografie
Carugate telt ongeveer 5287 huishoudens. Het aantal inwoners steeg in de periode 1991-2001 met 16,8% volgens cijfers uit de tienjaarlijkse volkstellingen van ISTAT.
| Jaar | Inwoneraantal |
| ---- | ------------- |
| 1991 | 10.814        |
| 2001 | 12.635        |

## Geografie
Carugate grenst aan de volgende gemeenten: Agrate Brianza, Caponago, Brugherio, Pessano con Bornago, Bussero, Cernusco sul Naviglio.